# Profil (tidsskrift)
 For alternative betydninger, se Profil. (Se også artikler, som begynder med Profil)
Profil var et norsk tidsskrift som blev udgivet fra 1959 til 1992 med artikler og tekster om litteratur og kultur. Bladet blev grundlagt i 1938 som Filologen, tidsskriftet for HF-fakultetet på Universitetet i Oslo). Bladet fik navnet Profil i 1959. I 1966 blev bladet overtaget af en gruppe radikale studenter (Jan Erik Vold, Dag Solstad og Espen Haavardsholm). En eftermiddag i efteråret 1965 var de kommet ind på kontoret til redaktionssekretær Otto Homlung, og skal have erklæret: "Det her er et hold-up. Vi er den nye redaktion af Profil. Bladet er for dårligt redigeret og for tyndt. Vi skal gøre det bedre." De nye redaktører var Noel Cobb, Jan Erik Vold, Espen Haavardsholm, Paal-Helge Haugen, Tor Obrestad, Dag Solstad, Leif Stavik og Otto Homlung. Senere kom Einar Økland til. De modsatte etablerede litterære synspunkter, og indførte den modernistiske litteratur. .

## Historie
Profil var et rent litterært tidsskrift. Det blev dengang drevet af den såkaldte Profil–bande, som brugte tidsskriftet til litterære, modernistiske eksperimenter. I tillægges til teksterne publicerede de interviews, artikler om litteraturteori og oversat litteratur.
Tidsskriftet gik mere eller mindre i opløsning i starten af 1970'erne. Mange af tidsskriftets forfattere begyndte at skrive socialrealistiske romaner med en klar politisk agenda, og tidsskriftet mistede sin betydning som arena for modernistisk udprøvning.
I 1984 kom det postmoderne Profil med Arne Stav og Morten Søby som redaktører. Bruddet med det tidligere Profil var totalt: layout, illustrationer og værdier. "Centralperspektivet er opløst" og "Politikken er out", konstaterede lederen i trends-sektionen. Med referencer til reklame og mode blev æstetikken erklæret "in". Med base i Studentersamfundet introducerede det nye Profil Baudrillard og Lyotard, samtidig som de udtrykte 80'ernes livsstil. Igen var Profil det førende litteraturtidsskrift i Norden. Med Are Eriksen som redaktør fra 1986 blev profilen teoretisk og tværfaglig. Tidsskriftet blev nedlagt i 1992, hvorefter det begyndte, som et fagtidsskrift ved HF-fakultetet på Universitetet i Oslo med Eivind Tjønneland som redaktør.

## Modernisme
Blandt bidragsydere var Jan Erik Vold, Dag Solstad, Tor Obrestad, Espen Haavardsholm, Eldrid Lunden, Liv Køltzow, Paal-Helge Haugen, Einar Økland og Stein Mehren. Realistiske romaner og symbolistiske digte blev angrebet, mens modernistisk litteratur blev introduceret og støttet.

## Post-modernisme
Bladet gik ind omkring 1980. Det blev relanceret 1984–89 som et generelt kulturmagasin. Nogle af de mest profilerede politiske forfattere fra 1970'erne konkluderede senere, at arbejderklassens litterære eksperiment var en fiasko.

## Politiske periode
Fra 1968 og fremefter blev en række af bladets forfattere venstrefløj-aktivister, og begyndte at skrive politiske digte, sange og romaner. Eksempler på såkaldt arbejderklasselitteratur er bl.a. Obrestads digtesamling Vårt daglege brød (1968), Haavardsholms roman Zink (1971), Solstads roman Arild Asnes 1970 (1971) and Obrestads roman Sauda! Streik! (1972). Liv Køltzows roman Hvem bestemmer over Bjørg og Unni? (1972) betragtes som Norges første eksempel på militant og socialistisk feminisme.

## Sangbøger
Profil udsendte otte sangbøger i perioden 1972–1975, med undertitlen Songar frå folkets kamp.

## Forfattere
- Jan Erik Vold
- Dag Solstad
- Eldrid Lunden
- Einar Økland
- Paal-Helge Haugen
- Espen Haavardsholm
- Liv Køltzow
- Tor Obrestad
- Gert Nygårdshaug
- Bård Isdahl
- Helge Rykkja

I tillæg var der gæsteoptrædener med bl.a Tor Åge Bringsværd, Øystein Lønn og Kjell Askildsen. Profil var også med til at gøre poeten Olav H. Hauge kendt.